# Východní Předměstí
Východní Předměstí (dříve Pražské Předměstí) je část statutárního města Plzeň, nachází se na východě města v městských obvodech Plzeň 2-Slovany, Plzeň 3 a Plzeň 4. V roce 2009 zde bylo evidováno 2 552 adres. V roce 2001 zde trvale žilo 24 574 obyvatel.
Východní Předměstí leží v katastrálních územích Hradiště u Plzně, Plzeň a Plzeň 4.